# 동장대
동장대(東將臺)는 북한산성 동쪽에 위치한 장대이며, 북한산성 3개의 장대 중 가장 높은 곳에 위치한 것이기도 하다. 조선 시대에는 금위영의 장수가 주둔했다. 용암문에서 직선거리로 650m 떨어져 있으며, 해발고도는 586.0m이다. 1996년에 정면 3칸, 측면 3칸의 중층 누각으로 복원하였다.
기단은 정방형의 이중구조를 갖춘 중층 건물이다. 외부기단은 가로·세로 5.5m의 장방형으로 장주형 초석 12개를 배치했고, 내부 기단은 가로·세로 2.8m의 정방형으로 기단을 만들고 원형 초석 4개를 배치했다. 